# Menalo
Il Menalo (in greco Μαίναλο, in greco antico Μαίναλος o Μαίναλον) è una montagna che si trova nella regione greca dell'Arcadia.